# Kościół św. Jadwigi we Wrocławiu-Popowicach
Kościół św. Jadwigi we Wrocławiu-Popowicach (niem.: St. Hedwigskirche in Breslau-Pöpelwitz) – Kościół katolicki we Wrocławiu na Popowicach (ul Kłodnicka 22). Zniszczony w czasie II wojny światowej.

## Historia
Kościół wzniesiony z cegły w 1926 roku w stylu neogotyckim (projekt wrocławskich architektów: Johannesa Gebela i Theodora Pluschki) dla budowanego właśnie osiedla Popowice. Był trójnawowy, z prezbiterium i wieżą wzorowaną na XIII-wiecznym kościele w Grodkowie. Ołtarz główny wykonał monachijski rzeźbiarz Schreiner. 
W czasie II wojny światowej został zniszczony i wyburzony po wojnie. Dzisiaj w jego miejscu jest ogród przedszkolny.